# Draba strasseri
Draba strasseri là một loài thực vật có hoa trong họ Cải. Loài này được Greuter mô tả khoa học đầu tiên năm 1986.